# Heat (canção de Chris Brown)
"Heat" é uma canção lançada pelo cantor americano Chris Brown com participação do rapper americano Gunna. Foi lançada de forma digital em 20 de junho de 2019, como o quinto single do nono álbum de estúdio de Brown, Indigo "Heat" foi enviada para as rádios americanas em 27 de agosto de 2019.

## Premiações
| Year | Ceremony                   | Award                                 | Result   | Ref.  |
| ---- | -------------------------- | ------------------------------------- | -------- | ----- |
| 2021 | ASCAP Pop Music Awards     | Most Performed Songs                  | Venceu   | [ 3 ] |
| 2021 | ASCAP Rhythm & Soul Awards | Award-Winning R&B/Hip-Hop & Rap Songs | Venceu   | [ 4 ] |
| 2021 | BMI R&B/Hip-Hop Awards     | Melhor Performance R&B/Hip Hop        | Venceu   | [ 5 ] |
| 2021 | iHeartRadio Music Awards   | Música de R&B do Ano                  | Indicado | [ 6 ] |

## Desempenho nas Paradas
"Heat" estreou na posição 77 na parada principal americana, Billboard Hot 100, na semana de 14 de setembro de 2019. Depois de subir nas paradas por dez semanas consecutivas, a música alcançou a posição de pico nº 36. "Heat" também liderou a parada Rhythmic Airplay dos EUA, se tornando o 11º número um de Brown na parada, e o segundo consecutivo em 2019, tendo anteriormente registrado quatro semanas não consecutivas no primeiro lugar com a faixa "No Guidance".
"Heat" fez de Brown o quarto artista com o maior número de músicas em primeiro lugar nas paradas de Rhythmic

## Paradas
| Chart (2019)                                       | Posição |
| -------------------------------------------------- | ------- |
| Estados Unidos (Billboard Hot 100)                 | 36      |
| Estados Unidos (Billboard R&B/Hip-Hop Songs)       | 15      |
| Estados Unidos (Billboard Hot R&B/Hip-Hop Airplay) | 3       |
| Estados Unidos (Billboard Rhythmic)                | 1       |
| US Rolling Stone Top 100                           | 76      |

| Chart (2019)                         | Posição  |
| ------------------------------------ | -------- |
| US Hot R&B/Hip-Hop Songs (Billboard) | 83       |
| Chart (2020)                         | Position |
| US Hot R&B/Hip-Hop Songs (Billboard) | 71       |
| US Rhythmic (Billboard)              | 49       |